# ألبرتو فالنتيم
ألبرتو فالنتيم (بالبرتغالية: Alberto Valentim‏) هو لاعب كرة قدم برازيلي، وهو الظهير الأيمن البرازيلي، ولد في في 22 مارس 1975،
لعب لأندية سيينا وأودينيزي في الدوري الإيطالي، وفلامينجو وساو باولو البرازيلي ولم يحقق بطولات، وهو في منصب المدرب الفني. أعلن نادي الأهرام الرياضي تعيين البرازيلي ألبرتو فالنتيم مديرًا فنيًا للفريق الأول. بدأ فالنتيم صاحب الـ 43 عامًا، مسيرته التدريبية كمدير فني مؤقت لفريق بالميراس البرازيلي في 2014، وقادهفي 3 مباريات فقط، فاز اثنين وتعادل في واحدة ثم كمدرب مساعد.
في 2017 تولى منصب المدير الفني المؤقت لبالميراس، وقادهم في 11 مباراة، فاز في 6 وتعادل في 1 وخسر في 4 مناسبات، وفي بداية 2018 تولى منصب المدير الفني لفريق بوتافوجو البرازيلي، وقاده حتى الآن في 13 مباراة، فاز في 4 وتعادل في 6 وخسر في 3 مباريات.
- سجل بوتافوجو مع ألبرتو فالنتيم 17 هدفًا ودخل مرماه 16 هدفًا ووصل إلى المركز التاسع بالدوري البرازيلي وتأهل للدور الثاني لكأس سود أمريكانا بصعوبة بعد فوزه على اودكس ايطاليانو التشيلي خارج ملعبه 2-1 والتعادل على ملعبه 1-1.
- تاريخ المدير الفني البرازيلي في التدريب تضم 27 مباراة، فاز فيها في 12 مباراة، وتعادل في 8، وخسر في 7 آخرين.
- أعلن نادي الأهرام الرياضي تعيين البرازيلي ألبرتو فالنتيم مديرًا فنيًا للفريق الأول.

## روابط خارجية
- ألبرتو فالنتيم على موقع قاعدة بيانات كرة القدم.إي يو (الإنجليزية)
- ألبرتو فالنتيم على موقع ليكيب (الفرنسية)
- ألبرتو فالنتيم على موقع Soccerway.com (الإنجليزية)